# 马哈斯卡县 (艾奥瓦州)
馬哈斯卡縣（英語：Mahaska County）位美國愛阿華州東南部的一個縣。面積1,485平方公里。根据美國2000年人口普查，共有人口22,335人。縣治奧斯卡盧薩（Oskaloosa）。
成立於1843年2月17日，縣政府成立於1844年2月5日。縣名是愛阿華族一位酋長的名字，意思是「白雲」。